# 小行星8909
小行星8909（英語：8909 Ohnishitaka）是一颗围绕太阳公转的小行星。1995年11月27日，小林隆男在大泉天文台发现了此天体。
这颗小行星的绝对星等为258.4012800201235等。